# Романович, Евгений Степанович
Евгений Степанович Романо́вич (бел. Яўген Сцяпанавіч Рамановіч; 1905 — 1979) — белорусский советский драматург, прозаик, переводчик, театральный деятель, театровед. Заслуженный артист Белорусской ССР (1944).

## Биография
В 1922—1924 годах обучался в Белорусском государственном университете. Одновременно с учёбой
начал работать актёром (1922—1931) в Минском городском театре (впоследствии 1-й Белорусский театр, а ныне Национальный академический театр имени Янки Купалы), которому посвятил более 25 лет.
В 1931—1948 годах — заведующий литературной частью театра.

## Драматургия
Е. С. Романо́вич — автор пьес:
- «Кантракт, альбо Усё добра будзе» (1924),
- «Вір» (1926),
- «Крывая аблона» (1929),
- «Наклонная плоскость» (1929),
- «Мост» (1929)
- «Камни на дороге» (1931).
- «Полещуки» (1944),
- «Товарищ Андрей» (1944).

Пьесы Романовича, посвящена формированию характера в процессе социалистического созидательного труда, о перевоспитании старой интеллигенции, становящейся в ряды строителей новой жизни, о борьбе белорусских партизан против фашистских оккупантов шли на сценах театров РСФСР и УССР.

## Либретто
Е. Романовичу принадлежат оперные и балетные либретто
- «В пуще Полесья» (1939),
- «Девушка из Полесья» («Алеся») (совместно с П.Бровкой, 1953),
- балетов «Подставная невеста» (1958) и «Мара» (1961).

Занимался исследованиями истории белорусского театра.

## Избранная библиография
Автор книг о Театре имени Янки Купалы — «Першы тэатр» (1946), о творчестве Бориса Платонова — «Народны артыст СССР Б. В. Платонаў» (1954), «Людзi i маскi» (1977). статей о театральном искусстве БССР. В 1974 году издал сборник воспоминаний о белорусских писателях «Знаёмыя сілуэты».
Перевел на белорусский язык пьесы классиков М. Горького, Льва Толстого, А. Н. Островского, К. А. Тренёва, А. Н. Афиногенова, Корнейчука.

## Память
- В 2005 году почтой Беларуси была выпущена почтовая карточка с оригинальной маркой «100 лет со дня рождения Е. С. Романовича».